# العدانة (جبلة)

تعديل مصدري - تعديل

العدانة هي إحدى قرى عزلة الشراعي بمديرية جبلة التابعة لمحافظة إب، بلغ تعداد سكانها 506 نسمة حسب تعداد اليمن لعام 2004.